# Setge de Peníscola (1225)
El setge de Peníscola fou la primera acció de la Conquesta del Regne de València empresa per Jaume I el Conqueridor, que va fracassar.

## Les fonts
Per poder conèixer els esdeveniments que van portar a la batalla i la batalla en si mateixa es disposa de diferents fonts contemporànies. Jaume el Conqueridor no l'esmenta a la Crònica del rei en Jacme, però sí Bernat Desclot, al capítol 11 de la Crònica de Pere el Gran, Jerónimo Zurita al llibre 2, cap. 80 dels Anales de Aragón, Diago (llibre 7, cap. 3), Miret (1918: 56-57) i Ferran Soldevila (2007: 89, nota 256).

## Antecedents
Finalitzades les guerres occitanes, que van durar des del seu començament gairebé vint anys, es van iniciar les rebel·lions nobiliàries. Jaume I el Conqueridor restava lligat de mans i peus, sense poder prendre cap decisió i, fins i tot, va sofrir vexacions com la de restar presoner, conjuntament amb la seva muller Elionor, a Saragossa en mans dels nobles durant la revolta nobiliària de 1224.
El 28 d'abril de 1225 es fan Corts a Tortosa per a seguir l'expansió cap al sud, en les que un dels més interessats és Ponç de Torrella, bisbe de Tortosa a qui el rei fa donació dels castells de Miravet i Sufera.

## El setge
Durant l'estiu de 1225, Jaume I intentà apoderar-se del castell de Peníscola des d'Alcanyís. Tot i que algunes naus van col·laborar en l'intent, els nobles aragonesos li van girar l'esquena i va fracassar. Quan van acabar-se els queviures que havien arribat de Terol, va aixecar el setge.

## Conseqüències
El 1226, Jaume I el Conqueridor va cridar els nobles d'Aragó i Catalunya per iniciar la conquesta de Balànsiya entrant per Terol, però en saber-ho, Sayyid Abu Zayd li va demanar una treva que va acceptar a canvi de la cinquena part de les rendes de Balànsiya i Mursiyya. Pero d'Ahones, que no va respectar la treva amb els sarraïns fou mort pels cavallers del rei, en la seva primera mostra d'autoritat. La seva mort a mans del rei fou la causa que inicià la tercera revolta nobiliària contra Jaume I d'Aragó.